# Ibelin Eschiva
Ibelin Eschiva (1160–1196) Ibelin Balduin és Bejszáni Richilda lánya, a nagy hatalmú Ibelin nemzetség tagja.
1175 körül  feleségül ment Lusignan Imréhez, a Jeruzsálemi Királyság főhadparancsnokához, a későbbi ciprusi (1197–1205), majd jeruzsálemi (1198–1205) királyhoz. Noha azt megérte, hogy VI. Henrik német-római császár férjét mint hűbéresét elismerte Ciprus királyának, magára a koronázásra csak az Eschiva halála utáni évben került sor, így de jure nem tekinthető királynénak.
Ernoul feljegyez egy bizarr esetet Eschiva életéből: a ciprusi tengerparton lábadozott betegségéből, amikor kisgyerekeivel együtt elrabolta egy Canaqui nevű kalóz, és a piszidiai Antiochia uránál, Izsáknál helyezte el őket. Anya és gyermekei I. Leó örmény király hathatós közreműködésével (konkrétan megfenyegette Izsákot, hogy megöleti) szabadultak ki a fogságból.
Eschiva és Imre gyermekei:
- Burgundia (1180–1210), feleségül ment Montbéliard-i Walterhoz, 1205 és 1210 között Burgundia öccsének, I. Hugó ciprusi királynak a régenséhez
- Guidó, fiatalon meghalt
- János, fiatalon meghalt
- I. Hugó ciprusi király
- Helvis, feleségül ment előbb Dampierre-i Odóhoz, Walter rokonához,[3] majd I. Rupen Rajmund örmény királyhoz
- Aliz, fiatalon meghalt

Eschiva és Imre házassága, illetve Hugó fiuk révén a Lusignan-házon keresztül az Ibelinektől származik a későbbi Európa több királyi famíliája. Rokonuk, Anna savoyai hercegnő, I. Janus ciprusi király lánya az őse a savoyai hercegeknek, a monacói hercegeknek, a bajor választófejedelmeknek, a parmai Farneséknek, az utolsó Valois királyoknak, a Habsburg–Lotaringiai-háznak, a Bourbon-háznak, vagyis a katolikus uralkodóházak legtöbbjének.